# ریکاردو روبرتو براتو دا روچا
ریکاردو روبرتو براتو دا روچا (به پرتغالی: Ricardo Roberto Barreto Rocha) مدافع اهل برزیل است که در شهر ریسیف و در تاریخ ۱۱ سپتامبر ۱۹۶۲ به دنیا آمده است.
ریکاردو روبرتو براتو دا روچا در تیم‌های فوتبال Santo Amaro ،سانتاکروز، Guarani، اسپورتینگ لیسبون، سائوپائولو و رئال مادرید سابقهٔ حضور دارد. این بازیکن همچنین در سال، ۱۹۸۷ – ۱۹۹۵، ۳۹ بار برای، تیم ملی فوتبال برزیل به میدان رفته است